# Dimităr Velkovski
Dimităr Valentinov Velkovski (in bulgaro Димитър Валентинов Велковски?; Vraca, 22 gennaio 1995) è un calciatore bulgaro, difensore dell'Arda Kărdžali.

## Statistiche

### Presenze e reti nei club
Statistiche aggiornate al 19 marzo 2022.
| Stagione                 | Squadra                  | Campionato               | Campionato | Campionato | Coppe nazionali | Coppe nazionali | Coppe nazionali | Coppe continentali | Coppe continentali | Coppe continentali | Altre coppe | Altre coppe | Altre coppe | Totale | Totale |
| Stagione                 | Squadra                  | Comp                     | Pres       | Reti       | Comp            | Pres            | Reti            | Comp               | Pres               | Reti               | Comp        | Pres        | Reti        | Pres   | Reti   |
| ------------------------ | ------------------------ | ------------------------ | ---------- | ---------- | --------------- | --------------- | --------------- | ------------------ | ------------------ | ------------------ | ----------- | ----------- | ----------- | ------ | ------ |
| 2013-2014                | Lokomotiv Sofia          | A-PFG                    | 4          | 0          | -               | -               | -               | -                  | -                  | -                  | -           | -           | -           | 4      | 0      |
| 2014-2015                | Lokomotiv Sofia          | A-PFG                    | 3          | 1          | CB              | 2               | 0               | -                  | -                  | -                  | -           | -           | -           | 5      | 1      |
| Totale Lokomotiv Sofia   | Totale Lokomotiv Sofia   | Totale Lokomotiv Sofia   | 7          | 1          |                 | 2               | 0               |                    | -                  | -                  |             | -           | -           | 9      | 1      |
| 2015-2016                | Lokomotiv Plovdiv        | A-PFG                    | 22         | 0          | CB              | 0               | 0               | -                  | -                  | -                  | -           | -           | -           | 22     | 0      |
| 2016-2017                | Lokomotiv Plovdiv        | A-PFG                    | 20         | 0          | CB              | 3               | 2               | -                  | -                  | -                  | -           | -           | -           | 23     | 2      |
| 2017-2018                | Lokomotiv Plovdiv        | A-PFG                    | 33         | 1          | CB              | 2               | 0               | -                  | -                  | -                  | -           | -           | -           | 35     | 1      |
| Totale Lokomotiv Plovdiv | Totale Lokomotiv Plovdiv | Totale Lokomotiv Plovdiv | 75         | 1          |                 | 5               | 2               |                    | -                  | -                  |             | -           | -           | 80     | 3      |
| 2018-2019                | Slavia Sofia             | A-PFG                    | 26         | 1          | CB              | 1               | 0               | UEL                | 4                  | 0                  | SB          | 1           | 0           | 32     | 1      |
| 2019-gen. 2020           | Slavia Sofia             | A-PFG                    | 14         | 1          | CB              | 2               | 0               | -                  | -                  | -                  | -           | -           | -           | 16     | 1      |
| Totale Slavia Sofia      | Totale Slavia Sofia      | Totale Slavia Sofia      | 40         | 2          |                 | 3               | 0               |                    | 4                  | 0                  |             | 1           | 0           | 48     | 2      |
| gen.-giu. 2020           | Cercle Bruges            | PL                       | 6          | 0          | -               | -               | -               | -                  | -                  | -                  | -           | -           | -           | 6      | 0      |
| 2020-2021                | Cercle Bruges            | PL                       | 15         | 0          | CB              | 1               | 0               | -                  | -                  | -                  | -           | -           | -           | 16     | 0      |
| 2021-2022                | Cercle Bruges            | PL                       | 18         | 0          | CB              | 2               | 0               | -                  | -                  | -                  | -           | -           | -           | 20     | 0      |
| Totale Cercle Bruges     | Totale Cercle Bruges     | Totale Cercle Bruges     | 39         | 0          |                 | 3               | 0               |                    | -                  | -                  |             | -           | -           | 42     | 0      |
| Totale carriera          | Totale carriera          | Totale carriera          | 161        | 4          |                 | 13              | 2               |                    | 4                  | 0                  |             | 1           | 0           | 179    | 6      |

### Cronologia presenze e reti in nazionale
| Cronologia completa delle presenze e delle reti in nazionale ― Bulgaria | Cronologia completa delle presenze e delle reti in nazionale ― Bulgaria | Cronologia completa delle presenze e delle reti in nazionale ― Bulgaria | Cronologia completa delle presenze e delle reti in nazionale ― Bulgaria | Cronologia completa delle presenze e delle reti in nazionale ― Bulgaria | Cronologia completa delle presenze e delle reti in nazionale ― Bulgaria | Cronologia completa delle presenze e delle reti in nazionale ― Bulgaria | Cronologia completa delle presenze e delle reti in nazionale ― Bulgaria |
| Data                                                                    | Città                                                                   | In casa                                                                 | Risultato                                                               | Ospiti                                                                  | Competizione                                                            | Reti                                                                    | Note                                                                    |
| ----------------------------------------------------------------------- | ----------------------------------------------------------------------- | ----------------------------------------------------------------------- | ----------------------------------------------------------------------- | ----------------------------------------------------------------------- | ----------------------------------------------------------------------- | ----------------------------------------------------------------------- | ----------------------------------------------------------------------- |
| 11-10-2020                                                              | Helsinki                                                                | Finlandia                                                               | 2 – 0                                                                   | Bulgaria                                                                | UEFA Nations League 2020-2021 - 1º turno                                | -                                                                       | 60’                                                                     |
| 11-11-2020                                                              | Sofia                                                                   | Bulgaria                                                                | 3 – 0                                                                   | Gibilterra                                                              | Amichevole                                                              | -                                                                       | 66’                                                                     |
| 15-11-2020                                                              | Sofia                                                                   | Bulgaria                                                                | 1 – 2                                                                   | Finlandia                                                               | UEFA Nations League 2020-2021 - 1º turno                                | -                                                                       |                                                                         |
| 8-9-2021                                                                | Sofia                                                                   | Bulgaria                                                                | 4 – 1                                                                   | Georgia                                                                 | Qual. Mondiali 2022                                                     | -                                                                       |                                                                         |
| 12-10-2021                                                              | Sofia                                                                   | Bulgaria                                                                | 2 – 1                                                                   | Irlanda del Nord                                                        | Qual. Mondiali 2022                                                     | -                                                                       |                                                                         |
| 11-11-2021                                                              | Odessa                                                                  | Ucraina                                                                 | 1 – 1                                                                   | Bulgaria                                                                | Amichevole                                                              | -                                                                       |                                                                         |
| 15-11-2021                                                              | Lucerna                                                                 | Svizzera                                                                | 4 – 0                                                                   | Bulgaria                                                                | Qual. Mondiali 2022                                                     | -                                                                       | 46’                                                                     |
| 16-11-2022                                                              | Larnaca                                                                 | Cipro                                                                   | 0 – 2                                                                   | Bulgaria                                                                | Amichevole                                                              | -                                                                       | 62’ 66’                                                                 |
| 20-11-2022                                                              | Lussemburgo                                                             | Lussemburgo                                                             | 0 – 0                                                                   | Bulgaria                                                                | Amichevole                                                              | -                                                                       | 62’                                                                     |
| Totale                                                                  |                                                                         | Presenze                                                                | 9                                                                       |                                                                         | Reti                                                                    | 0                                                                       |                                                                         |